# Antechinus leo
Antechinus leo је врста сисара торбара из реда Dasyuromorphia и породице Dasyuridae. 

## Распрострањење
Ареал врсте је ограничен на једну државу. Североисточна Аустралија (тачније Квинсленд) је једино познато природно станиште врсте.

## Станиште
Станиште врсте су шуме од нивоа мора до 800 метара надморске висине. 

## Начин живота
Врста Antechinus leo прави гнезда. Храни се инсектима.

## Угроженост
Ова врста је наведена као последња брига, јер има широко распрострањење и честа је врста.